# Komercijalizam
Komercijalist je osoba koja obavlja djelatnost prodaje, nabave i organizacije cjelokupnog trgovačkog poslovanja. To je osoba koja donosi profit poduzeću i čiji se rezultati mogu pratiti kroz neumoljivu statistiku.
Komercijalisti rade dinamičan, izazovan posao koji ne rijetko uključuje putovanja. Oni imaju ulogu posrednika između svoje tvrtke i potencijalnog kupca. Njihov posao uključuje rad s drugim ljudima i održavanje redovitog kontakta i suradnje s tvrtkama-partnerima.